# 芮州
芮州，中国古代的州。
唐高祖武德二年（619年）以蒲州芮城县、虞州河北县（今山西省平陆县西）置芮州，治芮城县（今山西省芮城县）。另设永乐县（今山西省芮城县永乐镇永乐村），隶属于绛州总管府。武德三年（620年）改属蒲州总管府。武德九年（626年）改属陕州都督府。唐太宗貞觀元年（627年）废芮州，芮城县、河北县改属陕州，永乐县改属鼎州。
唐朝芮州刺史
- 崔弈（武德年间）